# Berger picard
 (décembre 2016).
Si vous disposez d'ouvrages ou d'articles de référence ou si vous connaissez des sites web de qualité traitant du thème abordé ici, merci de compléter l'article en donnant les références utiles à sa vérifiabilité et en les liant à la section « Notes et références ».
Pour les articles homonymes, voir Berger (homonymie) et Picard (homonymie).
Le berger picard est un chien de berger français originaire de la Picardie.

## Histoire
La première mention du berger picard remonte à 1899, date à laquelle il fut présenté à un concours. La race étant alors inconnue, il ne put participer au concours. Il est très probable que la race existait antérieurement mais aucune mention n'en a été faite avant la fin du XIXe siècle.
Les standards de la race ont été établis et le premier club le concernant fut créé dans les années 1950. 
Malgré sa faible notoriété, le berger picard n'est pas une race en danger car plusieurs éleveurs se consacrent à sa perpétuation.
Aussi appelé berger Pikhaar, c’est à l’origine un chien de petite ferme ou d’ouvrier dont on attend qu’il garde les maigres biens de la famille (basse-cour, ovins, caprins, éventuellement bovins). Il participe activement à l’amélioration des revenus par son rôle de chien de contrebande entre la France et la Belgique (tabac, allumettes, petite mercerie). 
Ce chien aux oreilles droites peut supporter, grâce à sa carrure, des charges de quelques kilos sur d’assez longues distances. Par sa méfiance naturelle envers les étrangers, il échappe à la capture par les douaniers qui, eux aussi, utilisaient l’ancêtre du Picard pour déjouer les contrebandiers[réf. nécessaire].
Selon sa destination, on le choisit sombre (bringé sombre) ou clair (fauve à sable). Polyvalent par excellence, à l’opposé des chiens de berger anglais ou allemands qui sont déjà spécialisés, c’est avant tout le chien du « petit peuple ».
Une première reconnaissance de la race, dans les années 1920, est mise en échec par la Seconde Guerre mondiale. En 1947-1949, des amateurs réunissent leurs efforts pour reconstituer la race à partir de quelques sujets encore présents dans les fermes. Le choix de l’oreille droite est dicté par la mode du berger allemand. La race est définie par un standard agréé. Un club de race est chargé d’assurer sa pérennité en 1955.
Bien que sa morphologie ait beaucoup évolué en 60 ans, le berger Picard est membre de fait des races bergères et bouvières d’une vaste zone s’étendant entre la France et le Benelux (bouvier des Flandres et des Ardennes, laekenois, berger Hollandais à poil dur etc.). Leurs caractéristiques communes sont la rusticité, la polyvalence au travail, le grand attachement au maître, l’aptitude à la protection et la garde de la famille et des biens.

## Description
De taille moyenne, d'aspect rustique, mais élégant dans ses formes, il est vigoureux, bien musclé et charpenté, physionomie intelligente, vif, éveillé, caractérisé par son aspect griffonné. C'est le seul berger de races françaises à porter les oreilles droites naturellement. Ses cousins les bergers de Beauce, de Brie et des Pyrénées portent les oreilles tombantes ou repliées devant ou sur le côté depuis l'interdiction de leur taille, le 1er mai 2004.

## Caractère/Comportement
C'est avant tout un chien de berger qui peut se passer du troupeau, mais pas du berger. Il est actif et a besoin d'être cadré avec calme et fermeté. Il excelle sur les terrains d'agility, en pistage, et dans toutes les disciplines sportives, avec ou sans mordant. Il provoque souvent les éclats de rire du public par ses facéties.
Mais c'est en famille que le Berger Picard est le plus apprécié. Excellent gardien, il protège les biens de ses maîtres. Il est très heureux dehors, avec un abri pour le mauvais temps ou le froid, bien qu'il supporte sans problème les intempéries. Il aime qu'on s'occupe de lui de temps en temps, car il s'intéresse à tout et apprécie la compagnie. Ce chien infatigable est heureux de courir aux côtés des joggeurs, cavaliers, cyclistes. Son entretien est facile. Il vit de 11 à 15 ans en moyenne.